# Talon
Talon (en rus: Талон) és un poble de l'óblast de Magadan, a Rússia, que el 2018 tenia 361 habitants.